# Big Break
Big Break is een op snooker gebaseerd Brits spelprogramma dat werd uitgezonden op BBC 1 van 1991 tot 2002. Het programma werd gepresenteerd door Jim Davidson, bijgestaan door John Virgo als scheidsrechter.

## Format
In elke aflevering worden drie kandidaten gekoppeld aan een professionele snookerspeler. Terwijl de kandidaat quizvragen beantwoordt, voert de speler in elke ronde snooker-gebaseerde opdrachten uit. Hoewel het een spelprogramma is, voegen Davidson en Virgo meestal een komische noot toe aan elke aflevering, inclusief een korte stand-uproutine aan het begin van het programma voordat de kandidaten en spelers geïntroduceerd worden.
Het spelverloop bestaat uit vier rondes, waarvan de eerste twee hun eigen regels hebben en de laatste twee de traditionele snookerregels volgen. In de eerste ronde liggen er 10 rode ballen op de snookertafel. De laatste twee rondes worden gespeeld met zes rode en alle gekleurde ballen. Elk van de zes gaten van de snookertafel heeft ook een bepaalde kleur (bruin, blauw, rose en zwart op de hoeken, geel en groen in het midden).

## Spelverloop

### Eerste ronde: "Red Hot"
Elke deelnemer krijgt drie vragen, waarbij een correct antwoord extra seconden oplevert die de snookerspeler kan gebruiken om zoveel mogelijk van de tien rode ballen op de snookertafel te potten. In de eerste seizoenen kregen spelers 10 seconden, en elk correct antwoord van een deelnemer leverde 10 bijkomende seconden op. In latere seizoenen werden de regels gewijzigd: de speler kreeg 40 seconden, minus vijf seconden per onjuist antwoord dat de deelnemer gaf. Het team met de laagste score wordt aan het einde van de ronde uitgeschakeld.

### Tweede ronde: "Virgo's Trick Shot"
De verliezende deelnemer uit de eerste ronde kan een troostprijs verdienen door een "trick shot" (een schijnbaar onmogelijk te potten bal) te spelen dat gedemonstreerd wordt door Virgo.

### Derde ronde: "Pocket Money"
Elke snookerspeler speelt een traditioneel potje snooker met slechts zes rode ballen en alle gekleurde ballen op tafel, waarbij er binnen 90 seconden zoveel mogelijk ballen moeten gepot worden. Elke bal op tafel komt overeen met een geldbedrag gebaseerd op de reglementaire punten in het spel (d.w.z. rode ballen zijn één punt en leveren dus £10 op als ze gepot worden). Bij elke bal hoort ook een categorie van vragen die Davidson aan de deelnemers kan stellen. Als de speler een bal in hetzelfde gekleurde gat doet verdwijnen, wordt het verdiende geldbedrag verdubbeld (een bruine bal in het bruine gat levert bijvoorbeeld geen £40 maar £80 op). Als de speler een bal mist, moet hij wachten tot zijn deelnemer een vraag correct beantwoordt om verder te kunnen spelen. Tijdens het beantwoorden van een vraag loopt de klok gewoon door. Het team met de laagste score aan het einde van de ronde wordt uitgeschakeld.

### Vierde ronde: "Make or Break"
De laatste deelnemer krijgt 90 seconden om vijf vragen correct te beantwoorden, nadat de snookerspeler de zes rode ballen op tafel heeft aangespeeld. Zodra alle vragen zijn beantwoord, wordt de klok gepauzeerd en mag de snookerspeler voor elk correct antwoord één rode bal van de tafel verwijderen zodat er minimaal één rode bal overblijft. Zodra de rode ballen verwijderd zijn krijgt de snookerspeler de kans om de overgebleven ballen te potten in wat er nog rest van de 90 seconden. Elke gekleurde bal, wanneer deze in volgorde wordt gepot, vertegenwoordigt een prijs, waarbij de hoofdprijs wordt gewonnen wanneer de zwarte bal uiteindelijk wordt gepot. De speler moet echter alle rode ballen potten voordat hij kan beginnen met de volgende kleur in de reeks. Als de zwarte bal niet wordt gepot, krijgt de deelnemer het geld dat in de derde ronde verdiend werd plus de rode prijs en de hoogste gekleurde prijs die werd behaald toen de tijd om was.